# Alla behöver
Alla behöver, släppt 1993, kom att bli den svenska popgruppen Freda's sista studioalbum innan de upplöstes (de återförenades dock 2009). Albumet återlanserades till CD 2008.

## Låtlista
Text och musik: Uno Svenningsson & Arne Johansson.
1. Vart är vi på väg?
2. Så länge jag lever
3. Låt det alltid finnas
4. Öppen för dig
5. Det som gör mig lycklig
6. Stanna hos dig
7. Alla behöver
8. Mina ögon vill se
9. För din skull
10. Du och ingen annan

## Medverkande (Freda')
- Uno Svenningsson - sång, gitarr
- Arne Johansson - gitarr, keyboards, omnichord
- Mats Johansson - trummor, percussion

## Övriga musiker
- Mats "Limbo" Lindberg - bas
- Sven Lindvall - bas
- Stoffe Wallman - synthar
- Johan Vävare - synthar

## Listplaceringar
| Lista (1993) | Topplacering |
| ------------ | ------------ |
| Sverige      | 7            |